# Ginger Coyote
Ginger Coyote (née en 1967), est une chanteuse américaine de punk rock. Pionnière de la scène punk à San Francisco, elle fonde le magazine Punk Globe en 1977 et le groupe White Trash Debutante en 1989.

## Biographie
Ginger Coyote a grandi dans l'Iowa. Son père meurt alors qu'elle est très jeune. Elle suit une scolarité normale. Elle étudie également le piano et la clarinette. À l'âge de 17 ans, ayant obtenu son diplôme et son permis de conduite, sur conseil d'un frère plus âgé, elle part s'installer à San Francisco. Elle s'implique dans la scène punk de San Francisco. En 1998, à la suite de la vente du bâtiment où elle résidait, elle quitte San Francisco pour s'installer à Los Angeles.

### Punk Globe
En 1977, il n'existe dans la baie de San Francisco qu'un seul magazine, Search and Destroy, consacré à la scène punk. Le trouvant trop élitiste, Ginger Coyote crée Punk Globe (en), dont le ton s'inspire du fanzine anglais Sniffin' Glue. À l'origine composé de feuilles photocopiées, le magazine est ensuite produit dans une imprimerie du Chinatown de San Francisco à partir de 1978. À son apogée, il est tiré à 25 000 exemplaires. Le magazine diffuse, entre autres, la première interview de Faith No More et des Dead Kennedys. En 1979, Ginger Coyote fait partie de l'équipe de campagne du chanteur de ces derniers, Jello Biafra, lors des élections municipales de San Francisco et elle le soutient dans les colonnes du magazine,.
Vers 1988, à la suite de la création du groupe White Trash Debutantes, Ginger Coyote publie le fanzine à un rythme moins soutenu. À partir de 1998, elle en reprend la publication, cette fois ci sur le web. En 2015, elle publie The Best of Punk Globe Magazine, une compilation des meilleurs articles et interviews qui y sont parus.

### Membre de groupes
White Trash Debutante, un groupe de punk rock dans lequel elle officie comme chanteuse, joue pour la première fois le 18 octobre 1989 au Covered Wagon de San Francisco, à l'occasion de son anniversaire. Le groupe fait plusieurs tournées aux États-Unis, au Mexique, au Canada et au Japon. Il apparaît dans plusieurs émissions télévisées dont le Jerry Springer Show. Il intègre aussi des personnes plus âgées, notamment Punk Rock Patty dont les reprises d'ACDC entrent dans la légende.
En 2006, elle fait partie du groupe Four on the Floor avec Jayne County (qu'elle présente comme son mentor), Cherry Vanilla et Holly Woodlawn. Elles enregistrent Rock'n'Roll RepubliKKKan, un titre créé par les débutantes et réécrit par County pour rallier certains rockers (dont Gene Simmons de Kiss).

## Discographie

### White Trash Debutantes
- 1991 : San Francisco (Alternative Tentacles)
- 1994 : Crawl for It, (Desperate Attempt Records)
- 1995 : The McRackins / White Trash Debutantes (Helter Skelter Records)
- 1996 : It's Raw... But You Live for It (206 Records)
- 1997 : My Guy's Name is Rudolf (206 Records)
- 1998 : Rock on Sister Friends (Beer City Records)
- 1999 : Psy-9 - White Trash Debutantes (Psy-9 Records)
- 2001 : What's It All About (Orange Peal Records)

## Filmographie
Diverses apparitions de Ginger Coyote :
- 2005 : Tweek City (en) (film)[9]
- 2006 : Phone Sex (documentaire)[10]
- 2009 : Chatterbox Biography of a Bar San Francisco 1986-1990 (documentaire)[11]
- 2011 : Last Fast Ride: The Life, Love and Death of a Punk Goddess (documentaire)[12]
- 2011 : Bloodied But Unbowed: Uncut (documentaire)[13]
- 2013 : White Trash Debutantes at SF Punk Prom (documentaire)
- 2016 : Ginger Coyote Punk Rock Doc (documentaire)
- 2017 : Turn It Around: The Story of East Bay Punk (en) (documentaire)[14]
- 2017 : Dazed (court métrage)[15]
- 2018 : Women of Rock Oral History Project at the Sophia Smith Collection, Smith College (entretien)[16]